# Jenisch’sche Freischule
Die Jenisch’sche Freischule war eine vom Anfang des 19. Jahrhunderts bis 1923 bestehende, von einer privaten Stiftung getragene Mädchenbildungseinrichtung in Lübeck.

## Gründung
Die Errichtung der Schule geht auf Margaretha Elisabeth Jenisch (1763–1832) zurück, die wohlhabende, aber körperlich behinderte Tochter eines Hamburger Bankiers und Senators. Nach dem Tode ihres Vaters war sie 1787 zu Verwandten nach Lübeck gezogen und hatte in den 1790er Jahren begonnen, unentgeltlichen Handarbeits- und Schulunterricht für Mädchen aus armen Familien zu organisieren. Eine 1797 von der Gesellschaft zur Beförderung gemeinnütziger Tätigkeit gegründete „Industrieschule für dürftige Mädchen“, die Unterricht mit praktischer Ausbildung verband, diente ihr als Vorbild für die eigene Gründung einer „Freischule für dürftige Mädchen“. Das genaue Gründungsjahr ist unsicher; genannt werden die Jahre 1803 oder 1806. Der Unterricht fand zunächst in Jenischs Wohnhaus statt; bis zum Jahre 1811, als sie völlig gelähmt wurde, leitete und verwaltete sie nicht nur die Schule, sondern erteilte auch selbst Unterricht.
1811 kaufte Jenisch das frühere Haus des Bürgermeisters Mattheus Rodde in der Breite Straße 776 (heute Nr. 13) und richtete im Seitenflügel die Schule ein, für die als Hauptlehrer Hermann Heinrich Schliemann angestellt wurde, einer der ersten Absolventen des 1807 gegründeten Lübecker Schullehrerseminars und bis 1833 zugleich Lehrer an der Industrieschule der Gemeinnützigen Gesellschaft. Die Schule hatte bald bis zu 140 Schülerinnen.

## Stiftung
Ab 1827 verfolgte Jenisch den Plan einer Stiftung, um die Existenz der Schule über ihren Tod hinaus zu sichern. In diese am 3. September 1829 errichtete Stiftung brachte sie als Stiftungskapital den Großteil ihres Vermögens in Höhe von 60.000 Mark lübisch (nach heutiger Kaufkraft etwa 1.350.000 Euro) sowie ein Anfang des Jahres erworbenes neues Schulhaus in der Hartengrube 742 (heute Nr. 1, Ecke Großer Bauhof) ein. Die Zinsen des Kapitals, zusammen mit dem Erlös aus dem Verkauf von Handarbeiten, sicherten der Schule Einnahmen, die mindestens vergleichbar mit den Schulgeldeinnahmen der öffentlichen Schulen waren.
An der Spitze der Stiftung stand als „Patron“ der jeweils älteste männliche Nachkomme von Jenischs Bruder Martin Johann Jenisch dem Älteren. Ihm mussten die jährliche Abrechnung und alle wesentlichen Vorkommnisse mitgeteilt werden; Änderungen an den Stiftungsbestimmungen, dem Stiftungskapital oder dem Grundbesitz der Stiftung bedurften seiner schriftlichen Genehmigung. Die eigentliche Verwaltung der Stiftung und Aufsicht über die Schule erfolgte durch vier Vorsteher: zwei in Lübeck ansässige Familienmitglieder, ein Geistlicher der Domgemeinde und ein Mitglied des städtischen Armenkollegiums. Wenn die Schule nicht mehr weiterbetrieben werden konnte, sollte das Stiftungskapital an die Stifterfamilie zurückfallen.
Nach dem Tod der Stifterin 1832 wurde die Schule am 6. Mai 1833 in dem auf Kosten der Familie renovierten Gebäude in der Hartengrube feierlich neueröffnet.

## Schulorganisation

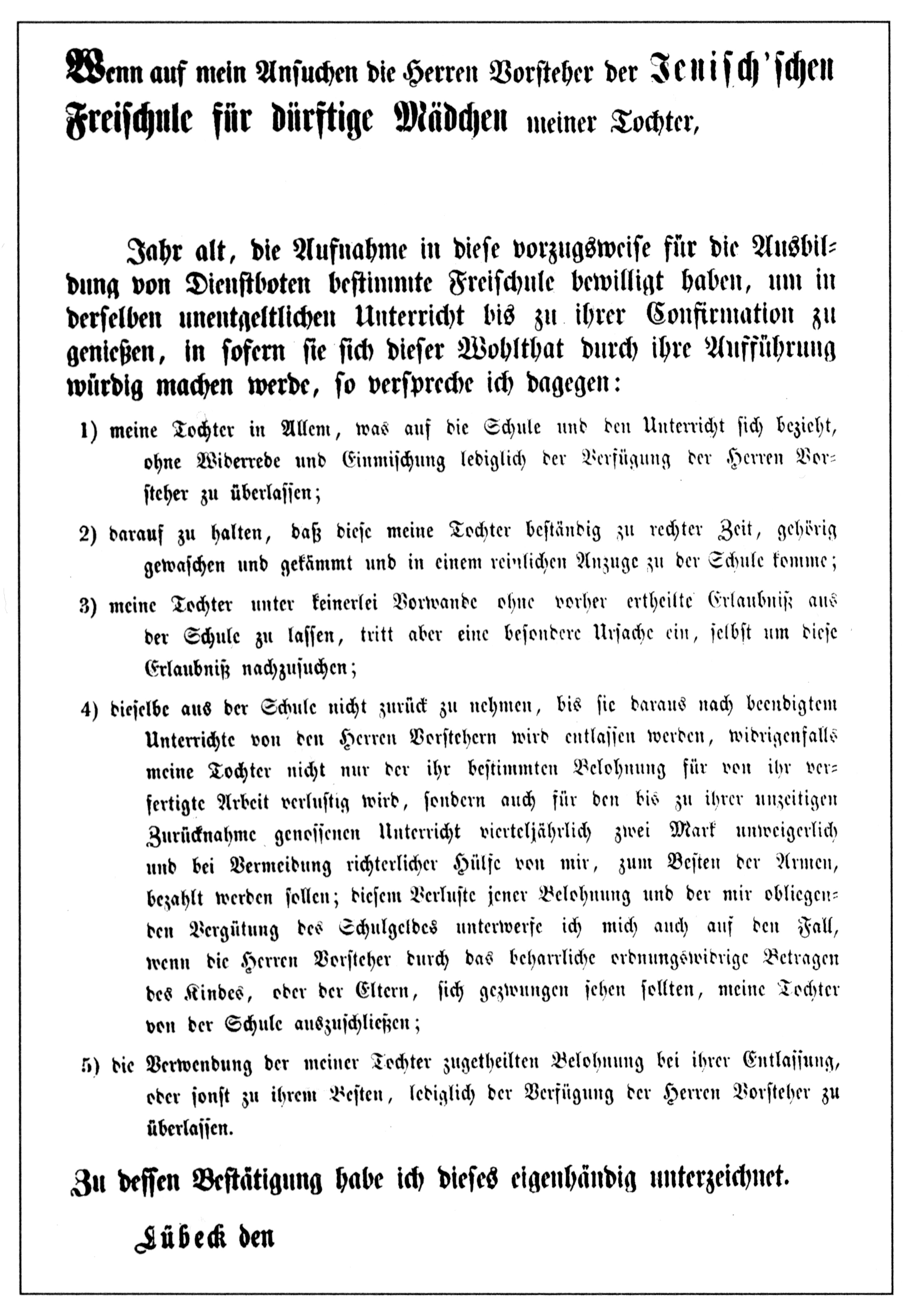
Aufnahmeantrag für die Jenisch’sche Freischule (Vordruck)

Die Organisation der Schule lehnte sich eng an das Vorbild der Industrieschule der Gemeinnützigen Gesellschaft an. Die Schule war eine „Freischule“, der Unterricht war also kostenlos. Aufgenommen werden sollten laut der Stiftungsurkunde bis zu 120 Mädchen aus Familien, die das an anderen Schulen verlangte Schulgeld nicht aufbringen konnten, wobei neben der Bedürftigkeit besonders auf einen untadeligen Lebenswandel der Eltern geachtet wurde. Bei der Aufnahme sollten die Mädchen mindestens acht Jahre alt sein und über Grundkenntnisse im Lesen und Stricken verfügen. Ausdrücklich sollten auch Mädchen aufgenommen werden, die „wegen körperlicher Gebrechen … nicht dienen“, aber sich später durch Handarbeiten ihren Unterhalt verdienen konnten. Die Eltern mussten sich schriftlich verpflichten, für regelmäßigen Schulbesuch zu sorgen, bis ihre Töchter das Konfirmationsalter erreichten. Hielten sie diese Vereinbarung nicht ein, mussten sie nachträglich einen Betrag in Höhe des Schulgelds für Volksschulen an die städtische Armenanstalt zahlen. In der Regel besuchten die Mädchen die Schule mindestens bis zum 16. Lebensjahr.
Aufgrund der gesellschaftlichen Differenzierung des damaligen Schulwesens sollten Schulen für Mädchen „unterer Stände, aus denen vorzüglich weibliche Dienstboten, wie auch künftige Ehefrauen der Arbeiter oder Tagelöhner, imgleichen der kleineren Handwerker hervorgehen“, nur das für diese Stände notwendige Wissen vermitteln und alles ausschließen, „was die Schülerinnen ihrer künftigen nächsten Bestimmung entfremden kann.“. Dementsprechend war es auch das Ziel der Jenisch'schen Freischule, die Mädchen „zu gottesfürchtigen, verständigen und tüchtigen Dienstboten zu bilden“, so dass sie nach Verlassen der Schule vorwiegend als Dienstmädchen, aber auch durch Näharbeiten oder ähnliche einfache Tätigkeiten ihren Lebensunterhalt verdienen konnten. Die Mädchen erhielten daher nur elementaren Unterricht in Religion, Lesen, Schreiben, Kopfrechnen und Singen; der größte Teil der Unterrichtszeit, die werktags von 8 bis 12 und von 13 bis 17 Uhr ging, war der praktischen Arbeit und Ausbildung im Stricken, Nähen, Stopfen, Markieren von Kleidungsstücken und Spinnen von Flachs- und Wollgarn gewidmet. Die älteren Mädchen erledigten auch die Reinigungs- und Hausarbeiten. Die angefertigten Handarbeiten wurden verkauft bzw. es wurden Handarbeiten auf Bestellung gefertigt; die Hälfte des Erlöses diente zum Unterhalt der Schule, die andere Hälfte wurde den einzelnen Schülerinnen gutgeschrieben und jährlich abgerechnet. Bei ihrem Ausscheiden aus der Schule erhielten sie daraus eine Aussteuer an Wäsche und Kleidung und den darüber hinausgehenden Betrag als Sparkassenguthaben.
Für die etwa 120 Schülerinnen waren ein Haupt- und ein Hilfslehrer für den Schulunterricht sowie drei weibliche Handarbeitslehrerinnen angestellt; eine im Schulhaus wohnende Aufseherin war für die Organisation des Schulbetriebs, insbesondere die Bestellung und den Verkauf von Handarbeiten, und die Einhaltung der Schulordnung zuständig. Hermann Heinrich Schliemann blieb bis 1857 Hauptlehrer, ihm folgten Wilhelm Heinrich Friedrich Ahrens (bis 1890) und Johannes Friedrich Gottlieb Reimpell.

## Weitere Entwicklung und Ende
Das Verhältnis von Arbeits- und Schulunterricht an der Jenisch’schen Freischule unterschied sich nicht wesentlich von den Verhältnissen an den öffentlichen Elementarschulen für Mädchen, bei denen ebenfalls die Hälfte bis zwei Drittel der Unterrichtszeit für Handarbeiten vorgesehen war. Im Laufe der Zeit verlagerte sich der Schwerpunkt stärker vom Arbeits- auf den Schulunterricht. 1865 entfielen von den 36 wöchentlichen Unterrichtsstunden die Hälfte auf Handarbeiten; neben (je nach Klasse) 2–5 Wochenstunden Religion und Biblische Geschichte, 6–12 Wochenstunden Deutsch, Lesen und Schreiben sowie je 2 Wochenstunden Rechnen und Singen wurden auch 2 Wochenstunden Anschauungsunterricht bzw. Realien und Weltkunde erteilt. Damit war die Anzahl der wöchentlichen Unterrichtsstunden in allgemeinbildenden Fächern sogar höher als an den gleichzeitigen öffentlichen Mädchenschulen. Ebenso wie dort nahm auch an der Jenisch’schen Freischule der allgemeinbildende Unterricht in der zweiten Jahrhunderthälfte zu. 1876 wurde das Fach Geschichte in den Stundenplan aufgenommen und 1880 wurden außer Zeichnen alle Fächer des Volksschullehrplans unterrichtet. 1884 wurde der Lehrplan weitgehend dem der dreiklassigen öffentlichen Volksschulen angeglichen. Handarbeitsunterricht und ab 1887 auch allgemeiner hauswirtschaftlicher Unterricht in Haushaltsführung, Kochen, Waschen und Bügeln standen aber weiterhin auf dem Lehrplan.
In den ersten Jahrzehnten ihres Bestehens genoss die Schule einen guten Ruf; in den 70er Jahren des 19. Jahrhunderts stellte das Oberschulkollegium in seinen Inspektionsberichten aber mangelhafte Unterrichtsqualität und unzureichende Kenntnisse der Schülerinnen in den allgemeinbildenden Fächern fest und drängte auf eine Herabsetzung des Handarbeitsunterrichts. Der damalige Hauptlehrer Ahrens betrieb die Schule als eine Art Familienbetrieb: Seine Frau und drei seiner Töchter waren als Lehrerinnen angestellt. Sein Nachfolger in der Schulleitung, Hauptlehrer Reimpell, war bemüht, das Niveau der Schule wieder zu heben; er bemängelte vor allem, dass die Einteilung in nur drei Klassen bei 7–8 Jahren Schulbesuch zu ermüdenden Wiederholungen desselben Stoffs führte. Nach wiederholten Anträgen an den Stiftungsvorstand erreichte er schließlich 1906 die Umwandlung in eine siebenklassige Schule.

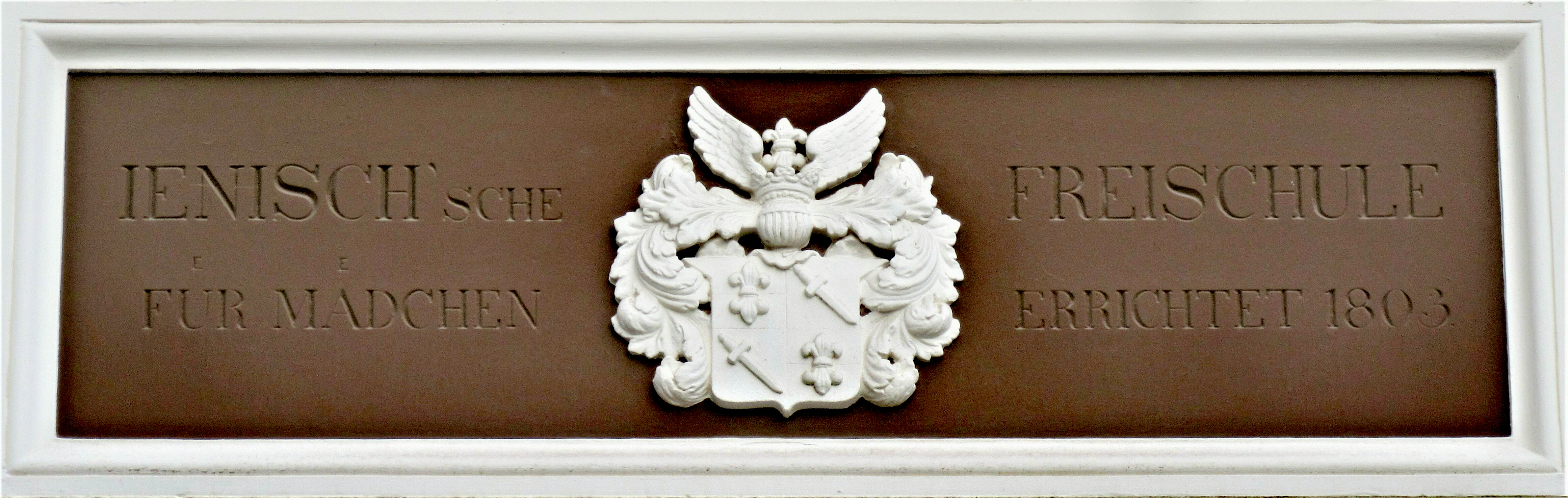
Inschrift am ehemaligen Schulgebäude St.-Annen-Str. 4

Nachdem das bisherige Schulhaus zu klein geworden war, zog die Schule 1872 in ihr endgültiges Gebäude in der St.-Annen-Straße 4. Seit 1903 trug der Lübeckische Staat durch eine jährliche Beihilfe zum Unterhalt bei; das Lehrerkollegium bestand in diesem Jahr aus einem Hauptlehrer und fünf Lehrerinnen.
Die Reorganisation des Lübecker Schulwesens durch das Unterrichtsgesetz von 1885 ließ die privaten Schulen wie die Freischule weitgehend unberührt; die Einführung städtischer „Freischulen“, d. h. Volksschulen ohne Schulgeld, im Jahre 1886 stellte aber ihre Existenzberechtigung in Frage. Um die Jahrhundertwende wurde unter dem Schulrat Georg Hermann Schröder bereits über ihre Aufhebung zugunsten eines einheitlichen Volksschulsystems diskutiert. Die Wiedereinführung des Schulgelds für alle öffentlichen Volksschulen 1909 brachte der Jenisch’schen Freischule erneut starken Zulauf, so dass die Zahl der Schülerinnen bis 1914 auf über 300 stieg. Damit geriet die Stiftung aber in finanzielle Schwierigkeiten, die sich durch die Geldentwertung nach dem Ersten Weltkrieg weiter verschärften. Der Stiftungsvorstand wandte sich daher bereits im Januar 1918 mit dem Vorschlag an die Oberschulbehörde, die Schule zu schließen und den Stiftungszweck zukünftig durch Ausbildungsbeihilfen und Zusatzkurse für unbemittelte Volksschülerinnen zu erfüllen. Die Verhandlungen zwischen der Stiftung und den Lübeckischen Behörden zogen sich lange ergebnislos hin, bis die fast völlige Vernichtung des Stiftungskapitals durch die Inflation die Schließung der zuletzt von 320 Mädchen besuchten Schule im März 1923 erzwang. Die verbliebenen Schülerinnen wurden auf die öffentlichen Volksschulen verteilt. Durch einen zwischen Martin Rücker von Jenisch, dem damaligen Patron der Stiftung, und dem Lübeckischen Staat geschlossenen Vertrag wurde die im Eigentum der Stiftung verbliebene Immobilie der Stadt für schulische Zwecke überlassen. Das Gebäude St.-Annen-Str. 4 diente nun dem Kindergärtnerinnenseminar der nach dem Krieg gegründeten Frauen-Berufs- und Fachschule, der Abhaltung von Unterrichtskursen zur Ausbildung von Kinderpflegerinnen und Unterrichtsstunden für Gewerbeschülerinnen. Seit 1998 befindet sich im Gebäude die städtische Carl-Friedrich-von-Rumohr-Hotelfachschule. Die Jenisch’sche Schulstiftung besteht in veränderter Form fort und ist weiterhin Eigentümerin des Gebäudes.
In den 90 Jahren vom Tod der Gründerin bis zur Schließung der Schule wurde sie von insgesamt etwa 10740 Schülerinnen besucht.